# 葡萄牙利亞航空
葡萄牙利亞航空(Portugália Airlines)是一家葡萄牙的區域航線航空公司，總部位於里斯本機場 。它是TAP 葡萄牙航空的子公司，代表TAP快運在里斯本機場和波圖機場运营營運國內同國際線航班。 

## 歷史

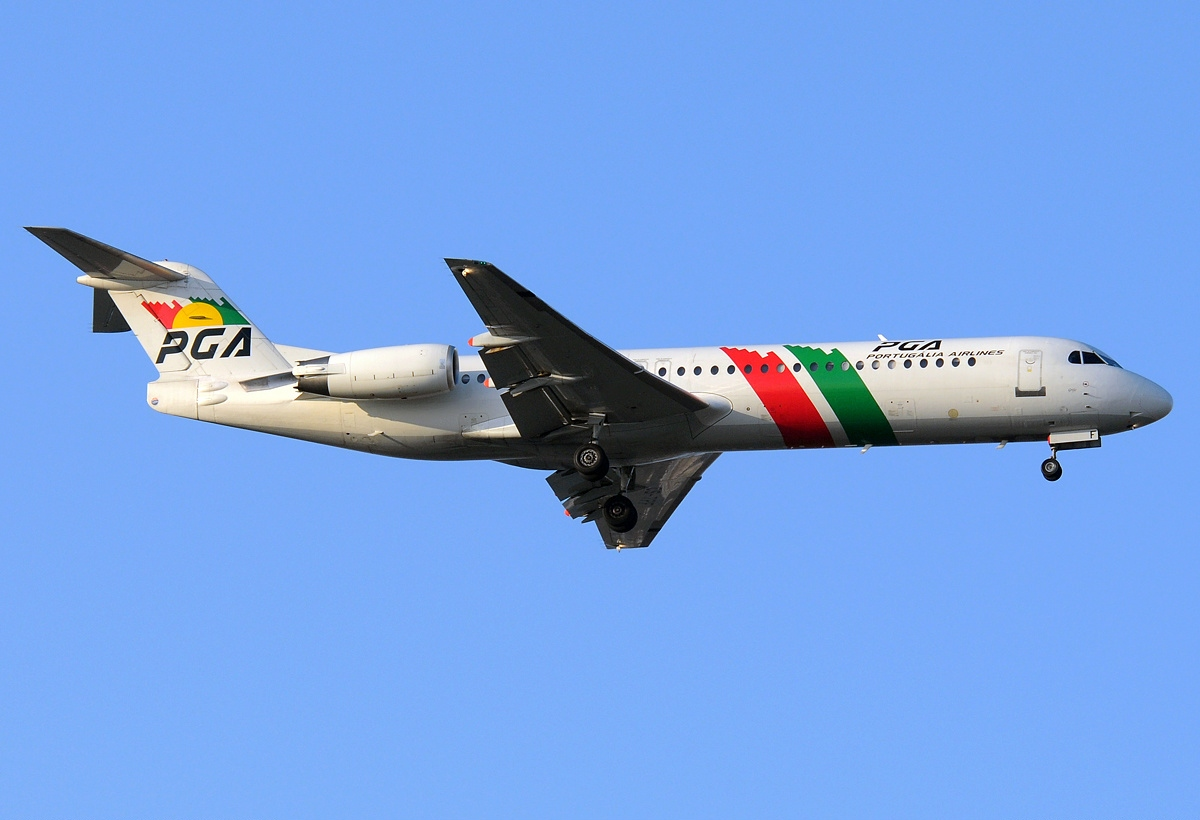
福克 100

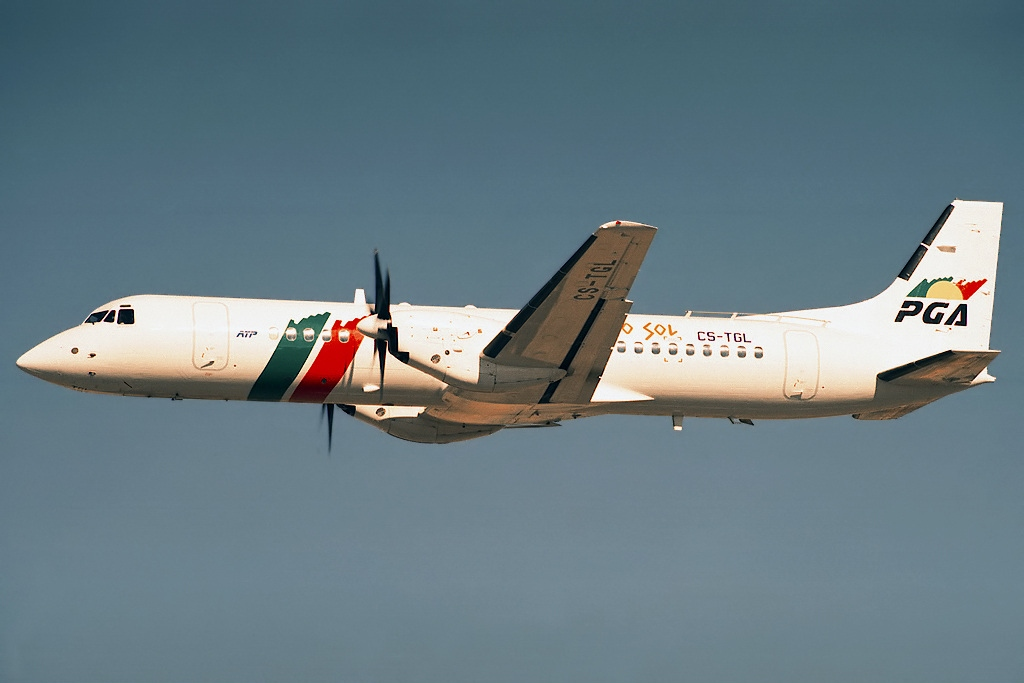
BAe ATP

### 早年
葡萄牙利亞航空股份公司於1988年7月25日成立，然而由於葡萄牙當局航空自由化政策推行之延遲，該航空公司直到 1990 年 7 月 7 日才首航，首航航班由里斯本飛往波圖。在首航日，還有從里斯本飛往法魯的航班。由於當時葡萄牙法律禁止其運行國際定期航班，因此在通航運營初期其運營國內定期航線與國際包機。 其於1992 年 6 月開始運營自里斯本和波圖出發的國際定期航線。
其第一架飛機是福克100，在20世紀90年代末購買了8架ERJ145 ，其後成為了葡萄牙載旗航空TAP葡萄牙航空的主要競爭對手。區域航線市場方面，葡萄牙利亞航空主要運營國內航線，同時也有飛往西班牙、法國、義大利、德國和摩洛哥之航班。
其機隊在2000完成建設，共有14架飛機，其中6架為福克100，8架為ERJ145。其在成立伊始便成立了自己的維護團隊，然而直到2005年隨著其在里斯本機場擁有自己的機庫，其才增強了維護實力。憑藉在內部完成對福克和巴航工的維護工作，其雅集顯著得提高了。
葡萄牙利亞航空連續自2001至2005年獲得歐洲最佳區域航線航空，在2005年和2006年獲得Skytrax歐洲最佳空乘獎，並與2007年獲得南歐最佳空乘獎。

### 併入TAP葡萄牙航空集團
2006年11月6日，TAP葡萄牙航空和葡萄牙利亞航空的所有Grupo Espirito Santo共同宣布TAP葡萄牙航空將收購葡萄牙利亞航空99.81%股份。截至止2007年3月，葡萄牙利亞航空擁有750名員工。葡萄牙利亞航空原訂於2008年加入天合聯盟。
其在被TAP集團收購以後，採取了新的運營方式。其不在以獨立品牌運作，而是通過想TAP葡萄牙航空租用飛機在集團內部提供運力。TAP航空時任總裁同行政總裁Fernando Pinto曾在2012年歐洲區域航線航空公司協會於波爾圖的會議上表示，該集團下屬葡萄牙利亞航空對TAP業績非常重要，因為其將重要旅客自小城市帶到長途航班。

2014年3月21日，TAP葡萄牙航空宣布為其子公司葡萄牙利亞航空購入兩架ATR 42-600 ，以取代之前由PGA 快運運營的比奇 1900D 。然而實際上，ATR系列由白色航空代表TAP 葡萄牙航空（而不是葡萄牙利亞航空）運營。

### 更名為TAP快運
2016年1月14日，TAP 葡萄牙航空宣布，葡萄牙利亞航空將於2016年3月27日更名為TAP Express(TAP快運），這是TAP集團內部重組的一部分，葡萄牙利亞航空部分據說在重組之後仍然在集團內保持獨立。

在同一日，TAP葡萄牙航空同時宣布了在2016年7月前，由福克100和ERJ145組成的機隊將被更換為新的E-190和ATR72-600（ATR由白色航空代表TAP運營）
2022年4月，TAP宣布葡萄牙利亞航空將被解散並併入TAP葡萄牙航空，作為其削減成本的措施。

## 外部連結
维基共享资源上的相關多媒體資源：葡萄牙利亞航空